# Saint-Aubin (Indre)
Saint-Aubin é uma comuna francesa na região administrativa do Centro, no departamento de Indre. Estende-se por uma área de 28,32 km². Em 2010 a comuna tinha 177 habitantes (densidade: 6,3 hab./km²).